# 俞汝为
俞汝為（1544年—1614年），字元宣，又字毅夫，號新宇，直隸松江府華亭縣人，明朝政治人物。

## 生平
隆慶元年（1567年）應天府乡试第四十四名舉人，五年（1571年）辛未科會試第二百八十七名，三甲八十名進士。都察院觀政，授德化縣知縣，萬曆三年（1575年）升潮州府同知，丁憂歸。七年复除浙江寿昌县知县，十年調建德縣，十二年升处州府同知，十五年入為南京兵部車駕司员外郎，晉郎中，歷任山東按察司兗東兵備僉事，萬曆二十九年（1601年）因蜚語左遷山西沁州知州，三十四年官南京工部員外郎、郎中，卒年七十一。

## 著作
著有《明史稗》、《事類異明》、《黃河考》等。

## 家族
曾祖俞琳，成化癸卯應天鄉試舉人，臨江府推官。祖父俞緒。父俞明時（1515年-1596年），字際之，號寅山，貢士，萬曆十一年封文林郎建德縣知縣，十九年晉封奉直大夫南京兵部車駕司郎中。母宋氏，繼母楊氏、李氏、王氏。具慶下。兄俞汝忠、俞汝翼。弟俞汝楫、俞汝梅、俞汝霖。